# Volkshochschule Tübingen

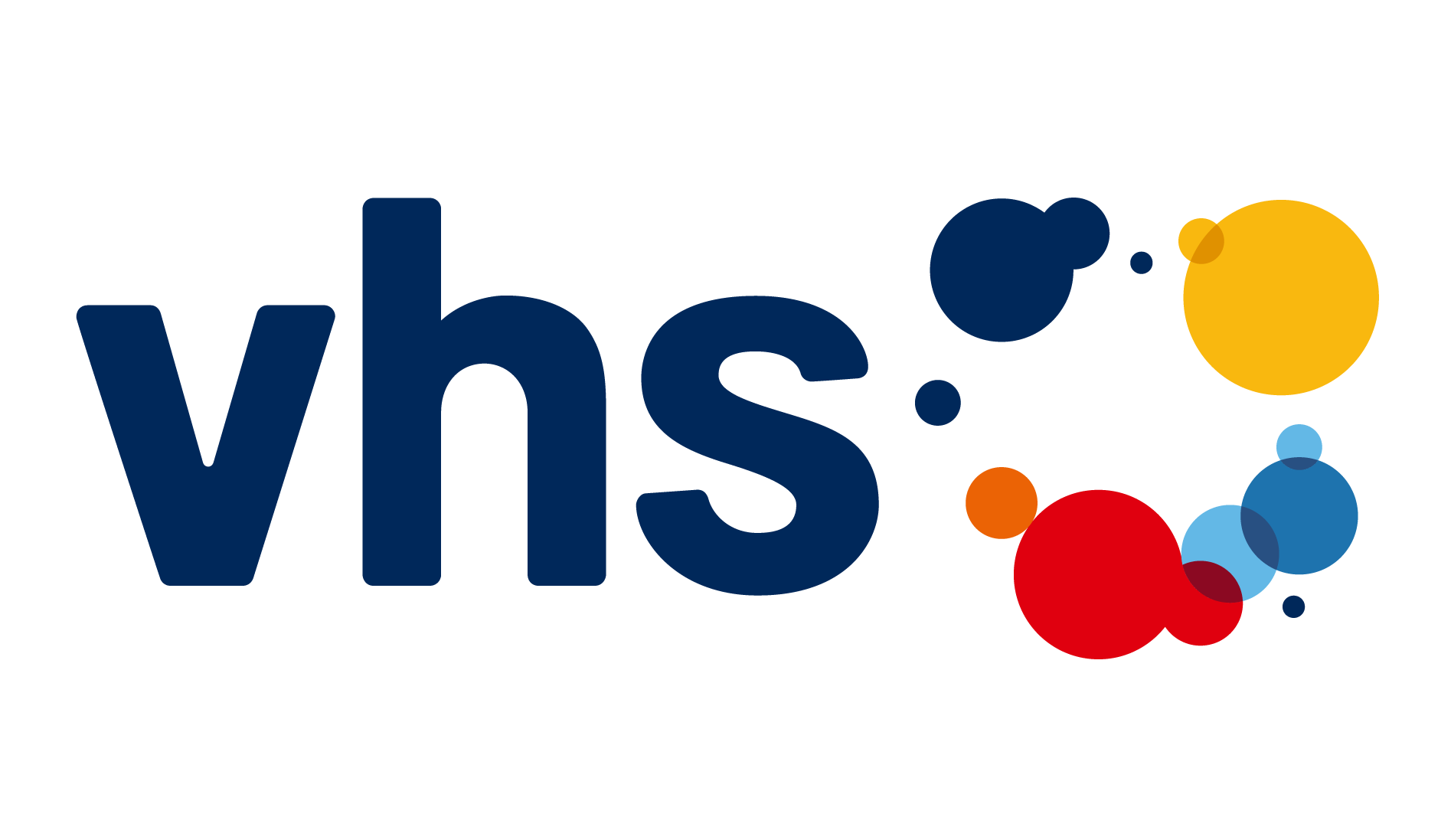
Logo des Deutschen Volkshochschul-Verbandes und auch der VHS Tübingen

Die Volkshochschule (VHS) Tübingen hat ihre zentralen Räumlichkeiten in einem runderneuerten, ehemaligen Loretto-Kasernen-Gebäude in der Tübinger Südstadt. Die Postanschrift ist Katharinenstraße 18.
Die Volkshochschule hat Außenstellen in mehreren Teilorten.

## Geschichte der Volkshochschule in Tübingen
Die Volkshochschule in Tübingen wurde 1947 gegründet. Ab den 1970er Jahren residierte die vhs längere Zeit im Schwabenhaus am Neckar. Am 12. September 1998 zog die Volkshochschule in die ehemalige Lorettokaserne um. Das neue VHS-Gebäude in hat mit rund 4.000 Quadratmetern eine siebenmal größere Nutzfläche als das alte Domizil im Schwabenhaus am Neckar.

## Programm
Sie bietet ein vielfältiges Bildungs-Programm mit Kursen, Führungen, Vorträgen, Veranstaltungen
in folgenden Kategorien:
- Grundbildung
- Gesellschaft
- Kultur – Kreativität
- Gesundheit
- Sprachkurse
- EDV / berufliche Bildung